# Abraham Lansing

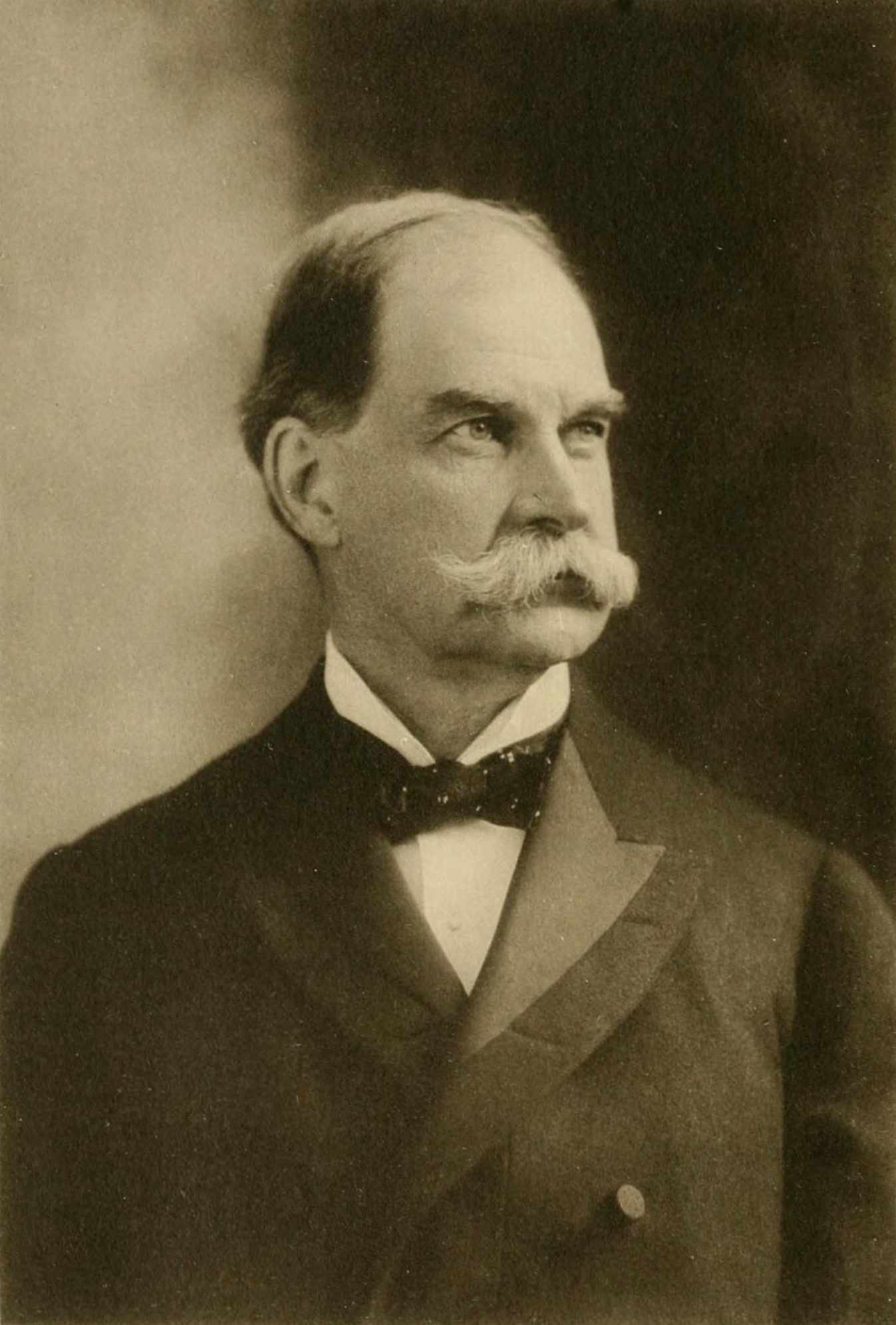
Abraham Lansing

Abraham Lansing (* 27. Februar 1835 in Albany, New York; † 4. Oktober 1899 ebenda) war ein US-amerikanischer Jurist und Politiker (Demokratische Partei). Er war 1874 Treasurer of State von New York.

## Werdegang
Abraham Lansing, Sohn von Caroline Mary Thomas (1805–1845) und Christopher Yates Lansing (1796–1872), wurde 1835 im Albany County geboren. Der Treasurer of State von New York Abraham G. Lansing war sein Großvater, der Chancellor John Lansing war sein Großonkel und Gerrit Y. Lansing war sein Onkel. Lansing besuchte die Albany Academy. Seine Jugend war von der Wirtschaftskrise von 1837 überschattet und die Folgejahre vom Mexikanisch-Amerikanischen Krieg. 1855 graduierte er am Williams College mit einem Bachelor of Arts. Lansing gehörte der Studentenverbindung Kappa Alpha an. Er studierte Jura bei seinem Vater. 1857 graduierte er dann an der Albany Law School. Später praktizierte er mit seinem Bruder William in einer gemeinsamen Anwaltspraxis. Die Folgejahre waren vom Bürgerkrieg überschattet.
1868 wurde er zum City Attorney in Albany ernannt. Lansing wurde 1869 der erste New York Supreme Court Reporter. Er veröffentlichte die ersten sieben Bände der Supreme Court Reports.
Am 26. November 1873 heiratete er Catherine Gansevoort (1838–1918), Enkelin von Peter Gansevoort und Nathan Sanford.
Der Gouverneur von New York John Adams Dix ernannte Lansing 1874 zum kommissarischen Treasurer of State von New York, da der amtierende Treasurer Thomas Raines einen Nervenzusammenbruch erlitt und unfähig war sein Amt auszuüben. Er wurde zwecks Behandlung in das Utica State Asylum eingeliefert. Lansing bekleidete den Posten vom 1. Juni bis zum 19. August 1874.
1876 wurde Lansing zum Corporation Counsel von Albany gewählt. Er saß 1882 und 1883 für den 17. Bezirk im Senat von New York. Während dieser Zeit setzte er sich für die Errichtung der State Railroad Commission und des Niagara Falls State Parks ein.
Lansing war Direktor der National Commercial Bank, Trustee der Albany Savings Bank, Park Commissioner in Albany, Governor des Albany Hospitals, Trustee der Albany Academy, des Albany Medical College, des Albany Rural Cemetery und des Dudley Observatory. 1879 nahm er als amerikanischer Delegierter an der internationalen Konferenz in London teil zwecks Festlegung der Rechte von Nationalstaaten.
Er verstarb 1889 in Albany und wurde dann auf dem Albany Rural Cemetery in Menands (New York) beigesetzt.